# Vulpès
Automobiles Vulpès war ein französischer Hersteller von Automobilen.

## Unternehmensgeschichte
Das Unternehmen aus Paris begann 1905 mit der Produktion von Automobilen. Der Markenname lautete Vulpès. 1907 erfolgte der Umzug nach Clichy. 1910 endete die Produktion.

## Fahrzeuge

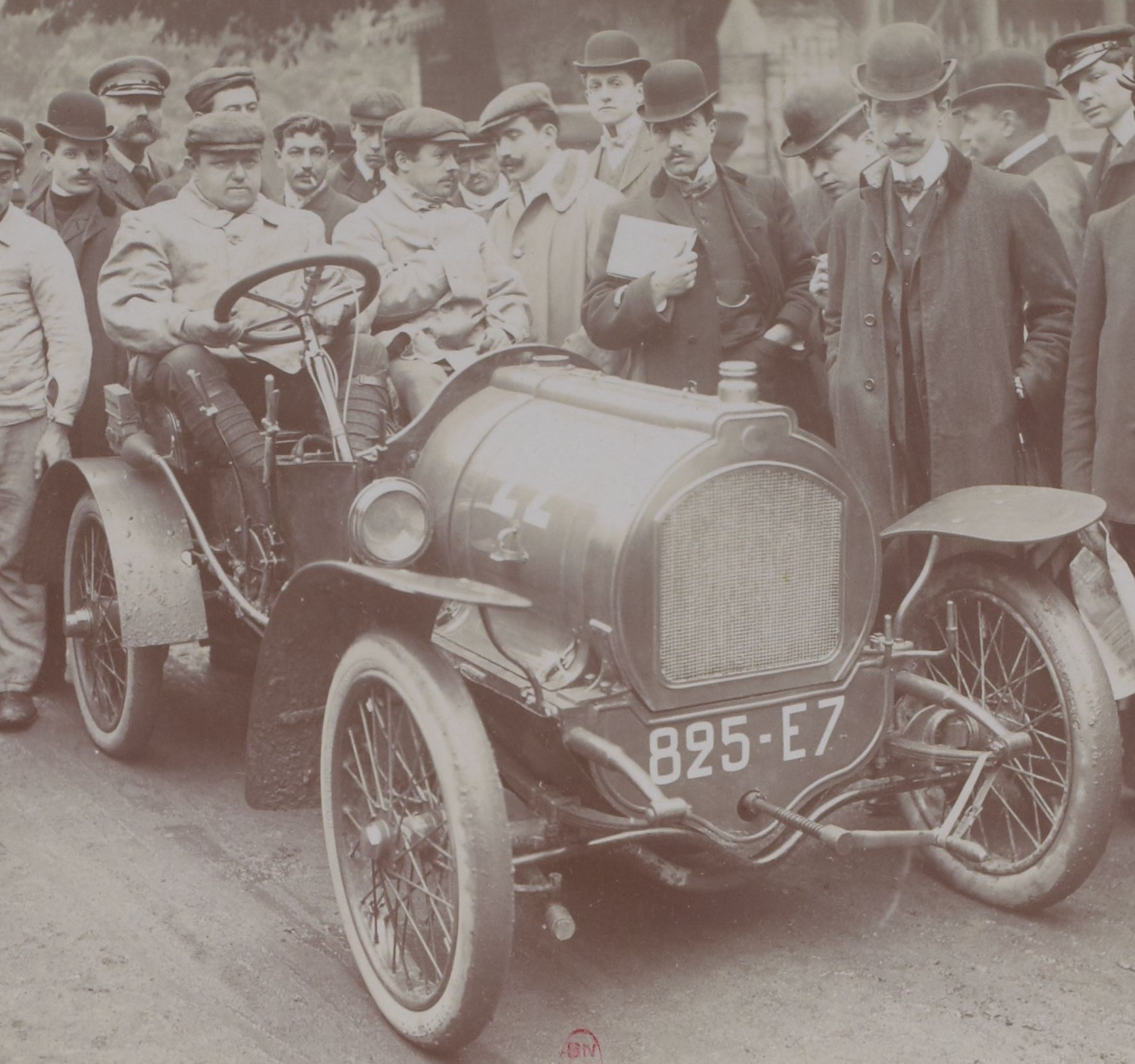
Philippe Barriaux errang auf Vulpès bei der Tour de France für Automobile 1906 einen Sieg in der Voiturette-Klasse

Im Angebot standen verschiedene Modelle. Das kleinste Modell 8 CV verfügte über einen Einzylindermotoren von De Dion-Bouton. In den größeren Modellen bis zum 30/400 CV sorgten Vierzylindermotoren von Janus für den Antrieb. Die Fahrzeuge wurden auch bei Autorennen eingesetzt. Der Motor eines Rennwagens verfügte über 16.300 cm³ Hubraum.
Der Rennwagen von 1906 hatte einen Hubraum von 15.268 cm³ aus einem Vierzylinder mit einer Bohrung von 180 mm und einem Hub von 150 mm. Die Motorleistung lag bei 120 PS bei 1100/min. Das Getriebe hatte 3 Gänge. Das Fahrzeug wog 1000 kg und hatte einen Radstand von 2900 mm bei einer Spurweite von 1350 mm. Die Kraftübertragung auf die Hinterachse erfolgte über eine Kette. Beim Großen Preis von Frankreich 1906 bestand der Wagen, auf dem der Pilot Gaston Charles Barriaux gemeldet war, wegen Überschreitung des Maximalgewichtes nicht die technische Abnahme und erhielt keine Starterlaubnis.